# Pasarón
Pasarón är en ort i Spanien.   Den ligger i provinsen Provincia de Cáceres och regionen Extremadura, i den centrala delen av landet, 180 km väster om huvudstaden Madrid. Pasarón ligger 597 meter över havet och antalet invånare är 725.
Terrängen runt Pasarón är lite bergig, och sluttar söderut. Runt Pasarón är det ganska tätbefolkat, med 58 invånare per kvadratkilometer. Närmaste större samhälle är Jaraíz de la Vera, 5,8 km öster om Pasarón. 